# Amerikaanse PGA Tour 1974
De Amerikaanse PGA Tour 1974 was het 59ste seizoen van de Amerikaanse PGA Tour. Het seizoen begon met het Los Angeles Open en eindigde met Walt Disney World Open Invitational. Er stonden 44 toernooien op de agenda.

## Kalender
| Data  | Data  | Toernooi                                  | Baan                              | Land             | Winnaar                   | Score | Score | 1ste prijs ($) |
| ----- | ----- | ----------------------------------------- | --------------------------------- | ---------------- | ------------------------- | ----- | ----- | -------------- |
| 03-01 | 06-01 | Bing Crosby National Pro-Am               | Pebble Beach Golf Links           | Verenigde Staten | Johnny Miller             | 208   | –8    | 27.750         |
| 09-01 | 13-01 | Phoenix Open                              | Phoenix Country Club              | Verenigde Staten | Johnny Miller             | 271   | –13   | 30.000         |
| 17-01 | 20-01 | Dean Martin Tucson Open                   | Tucson National Golf Club         | Verenigde Staten | Johnny Miller             | 272   | –16   | 30.000         |
| 24-01 | 27-01 | Andy Williams-San Diego Open Invitational | Torrey Pines Golf Course          | Verenigde Staten | Bobby Nichols             | 275   | –13   | 34.000         |
| 31-01 | 03-02 | Hawaiian Open                             | Waialae Country Club              | Verenigde Staten | Jack Nicklaus             | 271   | –17   | 44.000         |
| 07-02 | 10-02 | Bob Hope Desert Classic                   | Eldorado Country Club             | Verenigde Staten | Hubert Green              | 341   | –19   | 32.048         |
| 14-02 | 17-02 | Glen Campbell Los Angeles Open            | Riviera Country Club              | Verenigde Staten | Dave Stockton             | 276   | –8    | 30.000         |
| 21-02 | 24-02 | Jackie Gleason's Inverrary Classic        | Inverrary Country Club            | Verenigde Staten | Leonard Thompson          | 278   | –10   | 52.000         |
| 28-02 | 03-03 | Florida Citrus Open                       | Bay Hill Club & Lodge             | Verenigde Staten | Jerry Heard               | 273   | –15   | 30.000         |
| 07-03 | 10-03 | Doral-Eastern Open                        | Doral Country Club                | Verenigde Staten | Bud Allin                 | 272   | –16   | 30.000         |
| 14-03 | 17-03 | Greater Jacksonville Open                 | Deerwood Country Club             | Verenigde Staten | Hubert Green              | 276   | –12   | 30.000         |
| 21-03 | 24-03 | Sea Pines Heritage Classic                | Harbour Town Golf Links           | Verenigde Staten | Johnny Miller             | 276   | –8    | 40.000         |
| 28-03 | 31-03 | Greater New Orleans Open Invitational     | Lakewood Golf Club                | Verenigde Staten | Lee Trevino               | 267   | –21   | 30.000         |
| 04-04 | 07-04 | Greater Greensboro Open                   | Sedgefield Country Club           | Verenigde Staten | Bob Charles               | 270   | –14   | 44.066         |
| 11-04 | 14-04 | Masters Tournament                        | Augusta National Golf Club        | Verenigde Staten | Gary Player               | 278   | –10   | 35.000         |
| 18-04 | 21-04 | Monsanto Open                             | Pensacola Country Club            | Verenigde Staten | Lee Elder                 | 274   | –10   | 30.045         |
| 25-04 | 28-04 | Tallahassee Open                          | Killearn Country Club             | Verenigde Staten | Allen Miller              | 274   | –14   | 18.000         |
| 25-04 | 28-04 | Tournament of Champions                   | La Costa Country Club             | Verenigde Staten | Johnny Miller             | 280   | –8    | 40.000         |
| 02-05 | 05-05 | Byron Nelson Golf Classic                 | Preston Trail Golf Club           | Verenigde Staten | Bud Allin                 | 269   | –15   | 30.045         |
| 09-05 | 12-05 | Houston Open                              | Quail Valley Golf Course          | Verenigde Staten | Dave Hill                 | 276   | –12   | 30.000         |
| 16-05 | 19-05 | Colonial National Invitation              | Colonial Country Club             | Verenigde Staten | Rod Curl                  | 276   | –4    | 50.000         |
| 23-05 | 26-05 | Danny Thomas Memphis Classic              | Colonial Country Club             | Verenigde Staten | Gary Player               | 273   | –15   | 35.000         |
| 30-05 | 02-06 | Kemper Open                               | Quail Hollow Country Club         | Verenigde Staten | Bob Menne                 | 270   | –18   | 50.000         |
| 06-06 | 09-06 | IVB-Philadelphia Golf Classic             | Whitemarsh Valley Country Club    | Verenigde Staten | Hubert Green              | 271   | –17   | 30.000         |
| 13-06 | 16-06 | US Open                                   | Winged Foot Golf Club             | Verenigde Staten | Hale Irwin                | 287   | +7    | 35.000         |
| 20-06 | 23-06 | American Golf Classic                     | Firestone Country Club            | Verenigde Staten | Jim Colbert               | 281   | +1    | 34.000         |
| 27-06 | 30-06 | Western Open                              | Butler National Golf Club         | Verenigde Staten | Tom Watson                | 287   | +3    | 40.000         |
| 03-07 | 06-07 | Greater Milwaukee Open                    | Tuckaway Country Club             | Verenigde Staten | Ed Sneed                  | 276   | –12   | 26.000         |
| 10-07 | 13-07 | British Open                              | Royal Lytham & St Annes Golf Club | Schotland        | Gary Player               | 282   | –2    | 13.200         |
| 11-07 | 14-07 | Quad Cities Open                          | Crow Valley Golf Club             | Verenigde Staten | Dave Stockton             | 271   | –13   | 20.000         |
| 18-07 | 21-07 | B.C. Open                                 | En Joie Golf Club                 | Verenigde Staten | Richie Karl               | 273   | –11   | 30.000         |
| 25-07 | 28-07 | Canadian Open                             | Mississaugua Golf & Country Club  | Canada           | Bobby Nichols             | 270   | –10   | 40.000         |
| 01-08 | 04-08 | Pleasant Valley Classic                   | Pleasant Valley Country Club      | Verenigde Staten | Victor Regalado           | 278   | –6    | 40.000         |
| 08-08 | 11-08 | PGA Championship                          | Tanglewood Golf Club              | Verenigde Staten | Lee Trevino               | 276   | –4    | 45.000         |
| 15-08 | 18-08 | Greater Hartford Open Invitational        | Wethersfield Country Club         | Verenigde Staten | Dave Stockton             | 268   | –12   | 40.000         |
| 22-08 | 25-08 | Westchester Classic                       | Westchester Country Club          | Verenigde Staten | Johnny Miller             | 269   | –19   | 50.000         |
| 30-08 | 02-09 | Tournament Players Championship           | Colonial Country Club             | Verenigde Staten | Jack Nicklaus             | 272   | –16   | 50.000         |
| 05-09 | 08-09 | Southern Open                             | Green Island Country Club         | Verenigde Staten | Forrest Fezler            | 271   | –9    | 20.000         |
| 12-09 | 15-09 | World Open Golf Championship              | Pinehurst Resort                  | Verenigde Staten | Johnny Miller             | 281   | –3    | 60.000         |
| 19-09 | 22-09 | Ohio Kings Island Open                    | Golf Center at Kings Island       | Verenigde Staten | Miller Barber             | 277   | –7    | 30.000         |
| 26-09 | 29-09 | Kaiser International Open Invitational    | Silverado Country Club            | Verenigde Staten | Johnny Miller             | 271   | –17   | 30.000         |
| 03-10 | 06-10 | Sahara Invitational                       | Paradise Valley Country Club      | Verenigde Staten | Al Geiberger              | 273   | –11   | 27.000         |
| 17-10 | 20-10 | San Antonio Texas Open                    | Woodlake Golf Club                | Verenigde Staten | Terry Diehl               | 269   | –19   | 25.000         |
| 31-10 | 03-11 | Walt Disney World Open Invitational       | Walt Disney World Resort Golf     | Verenigde Staten | Hubert Green Mac McLendon | 255   | –33   | 25.000         |

| Majors |